# Dragons Forever
Dragons Forever ("Fei lung maang jeung"), är en hongkongfilm från 1988, regisserad av Sammo Hung tillsammans med Corey Yuen. 
Bland huvudrollerna ser vi Jackie Chan, Sammo Hung och Yuen Biao – en trio som känns igen från Hand of Death, de tre Winners and sinners-filmerna samt Wheels on Meals. Ytterligare gemensamt med sistnämnda film är att en av filmens skurkar spelas av  Benny "the Jet" Urguidez.

## Handling
Miss Yip har stämt ett företag som hon anser förorenar hennes sjö och drabbar fiskodlingen hon driver. Företaget har anlitat advokaten Jackie Lung, som ska se till att Miss Yip lägger ner sina anklagelser eller går med på att sälja sjön. 
Jackie Lung anlitar två kamrater för att hjälpa honom — vapenförsäljaren Luke Wong Fei-Hung och den lätt galna Timothy Tung Tak-Biao. Luke uppmanas att lära känna Miss Yip och försöka övertala henne att sälja sjön. Timothy får till uppgift att spionera och avlyssna Miss Yips lägenhet så de kan övervaka hennes samtal med miljöforskaren Nancy Lee. Jackie själv siktar in sig på att lära känna Nancy med hopp om att påverka hennes inställning till det hela.
Planen visar sig långt ifrån vattentät, Luke känner inte till Timothys planer och tar honom för en inbrottstjuv. Jackie faller för Nancy och Luke fattar tycke för Miss Yip. Timothy å andra sidan, lider av en identitetskris vilket avspeglas i hans bristande slutledningsförmåga och till synes ologiska handlingar. Men när det visar sig att företaget tillverkar narkotika och ägaren Hua Hsien-Wu är skrupelfri och totalt utan moraliska begränsningar inser trion att de har stått på fel sida och beslutar sig att hjälpa Miss Yip och ger sig tillsammans på Huas företag.

## Rollista (urval)
| Jackie Chan              | – Jackie Lung           |
| Sammo Hung               | – Luke Wong Fei-Hung    |
| Yuen Biao                | – Timothy Tung Tak-Biao |
| Pauline Yeung            | – Nancy Lee             |
| Dannie Yip               | – Miss Yip              |
| Wah Yuen                 | – Hua Hsien-Wu          |
| Benny "the Jet" Urguidez | – Huas hantlangare      |
| James Tien               | – Säkerhetchef          |

## Källhänvisningar
1. 1 2 3  "Dragons Forever (1988)". Nytimes.com. Läst 31 januari 2015. (engelska)